# Campeonato da Europa de Atletismo de 2014 - 100 m com barreiras feminino
A prova dos 100 metros com barreiras feminino do Campeonato da Europa de Atletismo de 2014 foi disputada entre os dias 12 e 13 de agosto de 2014 no Estádio Letzigrund em Zurique, na Suíça. 

## Recordes
Antes desta competição, os recordes mundiais e do campeonato nesta prova eram os seguintes:
|                       | Nome             | Nacionalidade | Tempo | Local        | Data                 |
| --------------------- | ---------------- | ------------- | ----- | ------------ | -------------------- |
| Recorde mundial       | Yordanka Donkova | Bulgária      | 12s21 | Stara Zagora | 20 de agosto de 1988 |
| Recorde do campeonato | Yordanka Donkova | Bulgária      | 12s38 | Estugarda    | 29 de agosto de 1986 |
| Recorde europeu       | Yordanka Donkova | Bulgária      | 12s21 | Stara Zagora | 20 de agosto de 1988 |

## Medalhistas
| Ouro                 | Prata               | Bronze              |
| Tiffany Porter (GBR) | Cindy Billaud (FRA) | Cindy Roleder (GER) |

## Cronograma
Todos os horários são locais (UTC+2).
| Data         | Hora  | Evento    |
| ------------ | ----- | --------- |
| 12 de agosto | 13:30 | Bateria   |
| 12 de agosto | 20:56 | Semifinal |
| 13 de agosto | 21:34 | Final     |

## Resultados

### Bateria
Qualificação: 3 atletas de cada bateria  (Q) mais os  4 melhores qualificados (q).
Vento:
Bateria 1: −1.5 m/s, Bateria 2: −1.1 m/s, Bateria 3: 0.0 m/s, Bateria 4: −2.0 m/s 
| Posição | Bateria | Raia | Atleta                | Nacionalidade | Tempo | Notas           |
| ------- | ------- | ---- | --------------------- | ------------- | ----- | --------------- |
| 1       | 4       | 8    | Tiffany Porter        | Grã-Bretanha  | 12.59 | Q,              |
| 2       | 1       | 5    | Cindy Billaud         | França        | 12.65 | Q               |
| 3       | 3       | 6    | Nadine Hildebrand     | Alemanha      | 12.68 | Q,              |
| 4       | 3       | 5    | Sharona Bakker        | Países Baixos | 12.75 | Q,              |
| 5       | 2       | 7    | Anne Zagré            | Bélgica       | 12.76 | Q               |
| 6       | 2       | 1    | Cindy Roleder         | Alemanha      | 12.81 | Q               |
| 7       | 4       | 3    | Noemi Zbären          | Suíça         | 12.85 | Q               |
| 8       | 3       | 1    | Yuliya Kondakova      | Rússia        | 12.87 | Q               |
| 9       | 2       | 6    | Marzia Caravelli      | Itália        | 12.88 | Q,              |
| 10      | 2       | 5    | Rosina Hodde          | Países Baixos | 12.89 | q               |
| 11      | 4       | 6    | Eline Berings         | Bélgica       | 12.90 | Q               |
| 12      | 3       | 3    | Lisa Urech            | Suíça         | 12.95 | q               |
| 13      | 2       | 2    | Svetlana Topylina     | Rússia        | 12.96 | q               |
| 14      | 2       | 3    | Karolina Kołeczek     | Polónia       | 13.02 | q               |
| 14      | 3       | 4    | Marina Tomič          | Eslovênia     | 13.02 | q               |
| 14      | 4       | 5    | Nadine Visser         | Países Baixos | 13.02 |                 |
| 17      | 4       | 7    | Nooralotta Neziri     | Finlândia     | 13.07 |                 |
| 17      | 4       | 1    | Isabelle Pedersen     | Noruega       | 13.07 |                 |
| 17      | 1       | 8    | Alina Talay           | Bielorrússia  | 13.07 | Q               |
| 20      | 1       | 7    | Franziska Hofmann     | Alemanha      | 13.11 | Q               |
| 21      | 1       | 6    | Caridad Jerez         | Espanha       | 13.13 |                 |
| 22      | 1       | 3    | Yekaterina Galitskaya | Rússia        | 13.14 |                 |
| 23      | 2       | 4    | Ivana Loncarek        | Croácia       | 13.15 |                 |
| 24      | 3       | 7    | Ida Aidanpää          | Finlândia     | 13.16 |                 |
| 25      | 4       | 4    | Elisávet Pesirídou    | Grécia        | 13.17 | Recorde pessoal |
| 26      | 1       | 4    | Lucie Škrobáková      | Chéquia       | 13.19 |                 |
| 27      | 4       | 2    | Beate Schrott         | Áustria       | 13.21 |                 |
| 28      | 3       | 8    | Sonata Tamošaityte    | Lituânia      | 13.24 |                 |
| 29      | 2       | 8    | Sarah Lavin           | Irlanda       | 13.25 |                 |
| 30      | 1       | 2    | Matilda Bogdanoff     | Finlândia     | 13.29 |                 |
| 31      | 3       | 2    | Lucie Koudelová       | Chéquia       | DNF   |                 |

### Semifinal
Qualificação: 3 atletas de cada bateria  (Q) mais os  2 melhores qualificados (q). 
Vento:
Bateria 1: −0.8 m/s, Bateria 2: −0.1 m/s 
| Posição | Bateria | Raia | Atleta            | Nacionalidade | Tempo | Notas |
| ------- | ------- | ---- | ----------------- | ------------- | ----- | ----- |
| 1       | 2       | 4    | Tiffany Porter    | Grã-Bretanha  | 12.63 | Q     |
| 2       | 1       | 7    | Cindy Billaud     | França        | 12.69 | Q     |
| 3       | 2       | 5    | Anne Zagré        | Bélgica       | 12.73 | Q, =  |
| 4       | 1       | 4    | Cindy Roleder     | Alemanha      | 12.74 | Q     |
| 5       | 1       | 3    | Rosina Hodde      | Países Baixos | 12.81 | Q,    |
| 6       | 1       | 6    | Nadine Hildebrand | Alemanha      | 12.82 | q     |
| 7       | 2       | 7    | Alina Talay       | Bielorrússia  | 12.84 | Q,    |
| 8       | 1       | 8    | Eline Berings     | Bélgica       | 12.85 | q     |
| 9       | 1       | 5    | Noemi Zbären      | Suíça         | 12.91 |       |
| 10      | 2       | 6    | Sharona Bakker    | Países Baixos | 12.92 |       |
| 11      | 1       | 9    | Marzia Caravelli  | Itália        | 12.96 |       |
| 12      | 2       | 3    | Lisa Urech        | Suíça         | 13.00 |       |
| 13      | 2       | 9    | Yuliya Kondakova  | Rússia        | 13.01 |       |
| 14      | 2       | 8    | Franziska Hofmann | Alemanha      | 13.04 |       |
| 15      | 2       | 2    | Karolina Kołeczek | Polónia       | 13.10 |       |
| 16      | 1       | 2    | Svetlana Topylina | Rússia        | 13.17 |       |
| 17      | 1       | 1    | Marina Tomič      | Eslovênia     | 13.22 |       |

### Final
Vento: −0.7 m/s 
| Posição           | Raia | Atleta            | Nacionalidade | Tempo | Noteas |
| ----------------- | ---- | ----------------- | ------------- | ----- | ------ |
| Medalha de ouro   | 5    | Tiffany Porter    | Grã-Bretanha  | 12.66 |        |
| Medalha de prata  | 4    | Cindy Billaud     | França        | 12.69 |        |
| Medalha de bronze | 6    | Cindy Roleder     | Alemanha      | 12.72 |        |
| 4                 | 3    | Anne Zagré        | Bélgica       | 12.79 |        |
| 5                 | 8    | Alina Talay       | Bielorrússia  | 12.87 |        |
| 6                 | 2    | Nadine Hildebrand | Alemanha      | 12.91 |        |
| 7                 | 7    | Rosina Hodde      | Países Baixos | 12.98 |        |
| 8                 | 1    | Eline Berings     | Bélgica       | 13.14 |        |

Legenda
| Recorde mundial       | Recorde mundial (World record)               |                       | Recorde africano                      | Recorde africano (African) |                                           | Q | Classificado por posição (Qualified) |
| Recorde do campeonato | Recorde do campeonato (Championship record)  | Recorde da América    | Recorde da América (Americas)         | q                          | Classificado por melhor tempo (Qualified) |   |                                      |
| Melhor marca do ano   | Melhor marca do ano (World leading)          | Recorde asiático      | Recorde asiático (Asian)              | DNS                        | Não largou (Did not start)                |   |                                      |
| Recorde nacional      | Recorde nacional (National record)           | Recorde europeu       | Recorde europeu (European)            | DNF                        | Não terminou (Did not finish)             |   |                                      |
| Recorde pessoal       | Recorde pessoal do atleta (Personal best)    | Recorde da Oceania    | Recorde da Oceania (Oceania)          | DSQ / DQ                   | Desclassificado (Disqualified)            |   |                                      |
| Recorde da temporada  | Recorde da temporada do atleta (Season best) | Recorde sul-americano | Recorde sul-americano (South America) | NM                         | Sem marca (No mark)                       |   |                                      |